# تپه ایبک‌آباد
تپه ایبک‌آباد در شهرستان اراک، بخش مرکزی، روستای ایبک‌آباد واقع شده و این اثر در تاریخ ۹ اردیبهشت ۱۳۸۲ با شمارهٔ ثبت ۸۶۰۱ به‌عنوان یکی از آثار ملی ایران به ثبت رسیده است.